# Awaceratops
Awaceratops (Avaceratops) − średniej wielkości dinozaur rogaty.
Awaceratops został nazwany od imienia żony odkrywcy, Avy. Słowo ceratops oznacza rogatą twarz. Całą nazwę rodzajową można, więc tłumaczyć jako rogatą twarz Avy.

## Wielkość
Długość: 2,5 metra

## Występowanie
Zamieszkiwał Amerykę Północną w okresie późnej kredy (kampan).Pierwsze kości tego dinozaura znaleziono w stanie Montana w 1981 r. Wiek znalezionego szkieletu datuje się na 100-66 milionów lat.

## Behawior i Etologia
Rośliny

Jak inne ceratopsy, awaceratops zrywał nisko rosnące rośliny swym bezzębnym, przypominającym papuzi, dziobem, a następnie rozdrabniał je szeregami drobnych zębów, położonych w dalszej części szczęk. Spożywał głównie paprotniki, sagowce i rośliny iglaste.

## Historia odkryć
Szkielet odnaleziono w 1981 w Montanie w USA. Odkrywcą był Eddie Cole, aczkolwiek nazwę nadał w 1986 Peter Dodson.

## Gatunki
- Avaceratops lammersi